# Alentejo Central
El Alentejo Central es una comunidad intermunicipal y una subregión estadística portuguesa, parte de la Región de Alentejo, que corresponde por completo al Distrito de Évora desde 2009.

## Límites
Limita al norte con la Lezíria do Tejo y con el Alto Alentejo, al este con España, al sur con el Baixo Alentejo y con el Alentejo Litoral y al oeste con la Península de Setúbal.

## Área
Área: 7.393 km². 

## Población
Población (2011): 166.726 hab.

## Territorio
Comprende 14 concelhos (municipios):
- Alandroal
- Arraiolos
- Borba
- Estremoz
- Évora
- Montemor-o-Novo
- Mora
- Mourão
- Portel
- Redondo
- Reguengos de Monsaraz
- Vendas Novas
- Viana do Alentejo
- Vila Viçosa

## Núcleos urbanos
Los principales núcleos urbanos son las ciudades de Évora y Montemor-o-Novo.

## Enlaces
- Región Turística Planície Dourada-Alentejo (Portugués)

- Datos: Q616008